# World Police Indoor Soccer Tournament
Het World Police Indoor Soccer Tournament is een internationaal zaalvoetbaltoernooi voor politiefunctionarissen dat sinds 1982 bestaat. Het is het grootste politievoetbalevenement ter wereld. Het toernooi vindt elk najaar plaats in de Achterhoekse plaatsen Eibergen, Groenlo en Lichtenvoorde.

## Geschiedenis
Begin jaren 80 hebben medewerkers van het Eibergse bureau van de toenmalige Rijkspolitie het initiatief genomen tot dit toernooi. Eibergen ligt tegen de grens met Duitsland en in eerste instantie was het toernooi bedoeld om de contacten en samenwerking met de naburige Duitse politiekorpsen te stimuleren. Het eerste toernooi werd in 1982 gehouden. Het was een ééndaags evenement met acht politievoetbalteams. Nadat eerst alleen Nederlandse en Duitse teams tegen elkaar speelden, is het toernooi in de loop der jaren uitgegroeid tot een Europees en daarna internationaal toernooi. Inmiddels spelen 150 teams drie dagen lang wedstrijden tegen elkaar. Deelnemers worden allemaal ondergebracht bij een groot bungalowpark in Groenlo en spelen in sporthallen in Eibergen, Groenlo en Lichtenvoorde. 